# Lambda-diode
En lambda-diode er et elektronisk kredsløb, som kombinerer et komplementært par af felteffekttransistorer i en to-terminal enhed, der udviser et område af negativ differentiel modstand lidt ligesom en tunneldiode. Termen refererer til formen af V–I kurven af enheden, som ligner det nederste af det græske bogstav λ (lambda).
Lambda-dioder arbejder ved højere spænding end tunneldioder.  Hvor en typisk tunneldiode kan udvise negativ differentiel modstand omtrent mellem 70 mV og 350 mV, er dette område for lambda-dioden omtrent mellem 1,5 V og 6 V grundet de højere pinch-off spændinger i typiske JFETs. En lambda-diode kan derfor ikke direkte erstatte en tunneldiode.
Det er også muligt at konstruere en enhed som ligner en lambda-diode ved at kombinere en n-channel JFET med en PNP-transistor.
Det er også muligt at konstruere en enhed som ligner en lambda-diode ved at kombinere to styk NPN-transistorer.

## Anvendelser
Ligesom tunneldioden, kan lambda-diodens negative differentielle modstand anvendes i oscillatorkredsløb og dykmetre og forstærkere. Herudover er, bistabile kredsløb såsom hukommelsesceller baseret på lambda-dioder blevet beskrevet.